# Varese Sportiva 1934-1935
Questa voce raccoglie le informazioni riguardanti la Varese Sportiva nelle competizioni ufficiali della stagione 1934-1935.
È l'ultima stagione giocata al campo delle "Bettole". Si converte a Masnago un terreno donato dall'Avvocato Bolchini al Comune di Varese a campo sportivo costruendo una nuovissima tribuna. Il progetto dello Stadio del Littorio viene presentato al Podestà dall'Ufficio Tecnico in data 3 gennaio 1935 e prevede un campo di gioco di dimensioni 65x105, pista d'atletica lunga 400 metri e, in esterna, una pista per ciclismo lunga m. 450. Incaricata dei lavori fu l'Impresa De Grandi.

## Organigramma societario
Area direttiva
- Presidente: Giovanni Litta Modignani
- Consiglio direttivo: Gamberini

Area organizzativa
- Segretario: ???

Area tecnica
- Allenatore: Venusto Borsani

## Rosa
| N. |                      | Ruolo | Calciatore           |
| -- | -------------------- | ----- | -------------------- |
|    | Italia (bandiera)    |       | Giancarlo Ambrosetti |
|    | Italia (bandiera)    | D     | Arturo Baranzelli    |
|    | Italia (bandiera)    | D     | Ugo Beltrami         |
|    | Argentina (bandiera) | P     | Alberto Bernasconi   |
|    | Italia (bandiera)    | C     | Urbano Bietti        |
|    | Italia (bandiera)    | D     | Alberto Boni         |
|    | Italia (bandiera)    | C     | Aldo Borsani (II)    |
|    | Italia (bandiera)    | D     | Venusto Borsani (I)  |
|    | Italia (bandiera)    |       | Giannino Broggi (II) |
|    | Italia (bandiera)    | D     | Sandro Broggi (I)    |
|    | Italia (bandiera)    |       | Giacomo Cappello     |
|    | Italia (bandiera)    | C     | Luigi Cattaneo       |
|    | Italia (bandiera)    | C     | Giovanni Colombo     |

| N. |                   | Ruolo | Calciatore           |
| -- | ----------------- | ----- | -------------------- |
|    | Italia (bandiera) |       | Vittorio Croci       |
|    | Italia (bandiera) |       | Franzini             |
|    | Italia (bandiera) |       | Magnifico            |
|    | Italia (bandiera) | A     | Attilio Marcora      |
|    | Italia (bandiera) | D     | Luigi Maroni         |
|    | Italia (bandiera) |       | Francesco Martegani  |
|    | Italia (bandiera) |       | Giuseppe Oldani      |
|    | Italia (bandiera) | A     | Carlo Pechini        |
|    | Italia (bandiera) |       | Natale Pedetti (II)  |
|    | Italia (bandiera) |       | Giuseppe Salmoiraghi |
|    | Italia (bandiera) | C     | Oscar Santini        |
|    | Italia (bandiera) | A     | Luigi Torti (III)    |
|    | Italia (bandiera) | A     | Pierino Zonda        |

## Arrivi e partenze
| Acquisti | Acquisti            | Acquisti         | Acquisti   |
| -------- | ------------------- | ---------------- | ---------- |
| .        | Giannino Broggi     | Valle Olona      | definitivo |
| C        | Aldo Borsani (II)   | Pro Patria       | definitivo |
| .        | Venusto Borsani (I) | Pro Patria       | definitivo |
| C        | Giovanni Colombo    | Comense          | definitivo |
| .        | Franzini            | Valle Olona      | definitivo |
| A        | Attilio Marcora     | Seregno          | definitivo |
| .        | Francesco Martegani | Abbiate Guazzone | definitivo |
| A        | Luigi Torti (III)   | Belfortese       | definitivo |

| Cessioni | Cessioni          | Cessioni    | Cessioni   |
| -------- | ----------------- | ----------- | ---------- |
| D        | Renato Bizzozzero | ???         | definitivo |
| A        | Battista Cerini   | ???         | definitivo |
| .        | Giuseppe Franchi  | ???         | definitivo |
| A        | Angelo Girotti    | ???         | definitivo |
| .        | Renzo Maroni      | ???         | definitivo |
| .        | Mattiolo          | ???         | definitivo |
| .        | Mentasti          | ???         | definitivo |
| A        | Pedetti (I)       | ???         | definitivo |
| A        | Mario Pensierini  | ???         | congedo    |
| C        | Giuseppe Toia     | Pro Patria  | definitivo |
| .        | Giulio Verri      | ???         | definitivo |
| A        | Vicini            | ???         | definitivo |
| C        | Emilio Zafferri   | Salernitana | definitivo |